# Xã Chilton, Quận Hettinger, Bắc Dakota
Xã Chilton (tiếng Anh: Chilton Township) là một xã thuộc quận Hettinger, tiểu bang Bắc Dakota, Hoa Kỳ. Năm 2010, dân số của xã này là 34 người.